# إدوارد أنهالت
إدوارد أنهالت (بالإنجليزية: Edward Anhalt)‏ هو كاتب سيناريو أمريكي، ولد في 28 مارس 1914 في نيويورك في الولايات المتحدة، وتوفي في 3 سبتمبر 2000 في باسيفيك بلسيدس، لوس أنجلوس ‏ في الولايات المتحدة.

## وصلات خارجية
- إدوارد أنهالت على موقع IMDb (الإنجليزية)
- إدوارد أنهالت على موقع ألو سيني (الفرنسية)
- إدوارد أنهالت على موقع أول موفي (الإنجليزية)
- إدوارد أنهالت على موقع قاعدة بيانات الأفلام السويدية (السويدية)
- إدوارد أنهالت على موقع قاعدة بيانات الفيلم (الإنجليزية)
- إدوارد أنهالت على موقع كينوبويسك (الروسية)